# Hästevatten
Hästevatten är en sjö i Lilla Edets kommun i Bohuslän och ingår i Göta älv-Bäveåns kustområde. Sjöns area är 0,024 kvadratkilometer och den är belägen 125 meter över havet.